# Цинк-хлорный аккумулятор
Цинк-хлорный аккумулятор — это вторичный химический источник тока в котором в качестве анода используется цинк, электролит — водный раствор хлорида цинка, катод — газовый хлорный. Отличается высокой удельной энергией(160—250 Вт·ч/кг), и большим значением ЭДС(1,98—2,2 В).

## История изобретения
Эти аккумуляторы появились в связи с трудностями, обусловленными использованием кислородного электрода.

## Характеристики
При заряде на цинковом электроде восстанавливается цинк в виде плотного беспористого осадка с выходом по току 99 %. Выделяющийся на противоэлектроде хлор растворяется в электролите и удаляется в специальный холодильный бункер, где при температуре ниже 9 °С выпадает хлоргидрат, и хранится до начала разряда. При разряде хлоргидрат закачивается в теплообменник, где происходит дегидратация с выделением хлора в раствор, который подается к хлорному электроду. Ввиду высокой растворимости хлора хлорный электрод работает как жидкостный, с доставкой реагентов по жидкой фазе. Это исключает многие проблемы (необходимость гидрофобизации, сложность отвода продуктов), свойственные газовому кислородному электроду. Так как на заряде цинковый электрод работает с принудительной подачей электролита и, следовательно, ионов цинка к электроду, то исключается образование дендритов, а значит, и коротких замыканий. Для устранения разбаланса, приводящего к понижению концентрации цинковых ионов в электролите, рекомендовано периодически подвергать цинковый электрод глубокому разряду.
Достигнутая удельная энергия составляет 70 Вт-ч/кг при удельной мощности 70 Вт/кг. Имеются данные о наработке до 1000 циклов с корректировкой состава электролита. Цинк-хлорная система была испытана в 1971 г. на двухместном электромобиле «Вега» (Vega). Запас хода составил 260 км при скорости до 105 км/ч. Аномально высокая дальность пробега, не соответствующая удельной энергии, обусловлена искусственно завышенной весовой долей аккумуляторной батареи (47 % от общей массы). (tik)

## Параметры
- Теоретическая энергоёмкость:
- Удельная энергоёмкость(Вт·ч/кг): около - 160-250 Вт·ч/кг.
- Удельная энергоплотность(Вт·ч/дм³):
- ЭДС:2,2 В.
- Рабочая температура: -20…+ 30 °С.

Спецификой аккумулятора этого типа является хранение хлора в виде хлоргидрата (Сl2-6Н20), который кристаллизуется при температуре +9 °С и представляет собой ярко-желтые ледообразные кристаллы с плотностью 0,5 кг/дм3. В качестве электролита используется 20-30 %-ный водный раствор хлорида цинка.